# 斯基賓齊 (特羅斯佳涅齊區)
48°33′43″N 29°21′17″E / 48.56194°N 29.35472°E
斯基賓齊（烏克蘭語：Скибинці），是烏克蘭的村落，位於該國西南部文尼察州，由海辛區負責管轄，始建於1700年，面積0.18平方公里，海拔高度152米，2001年人口291，人口密度每平方公里1,644.07人。